# 1949 en Suisse

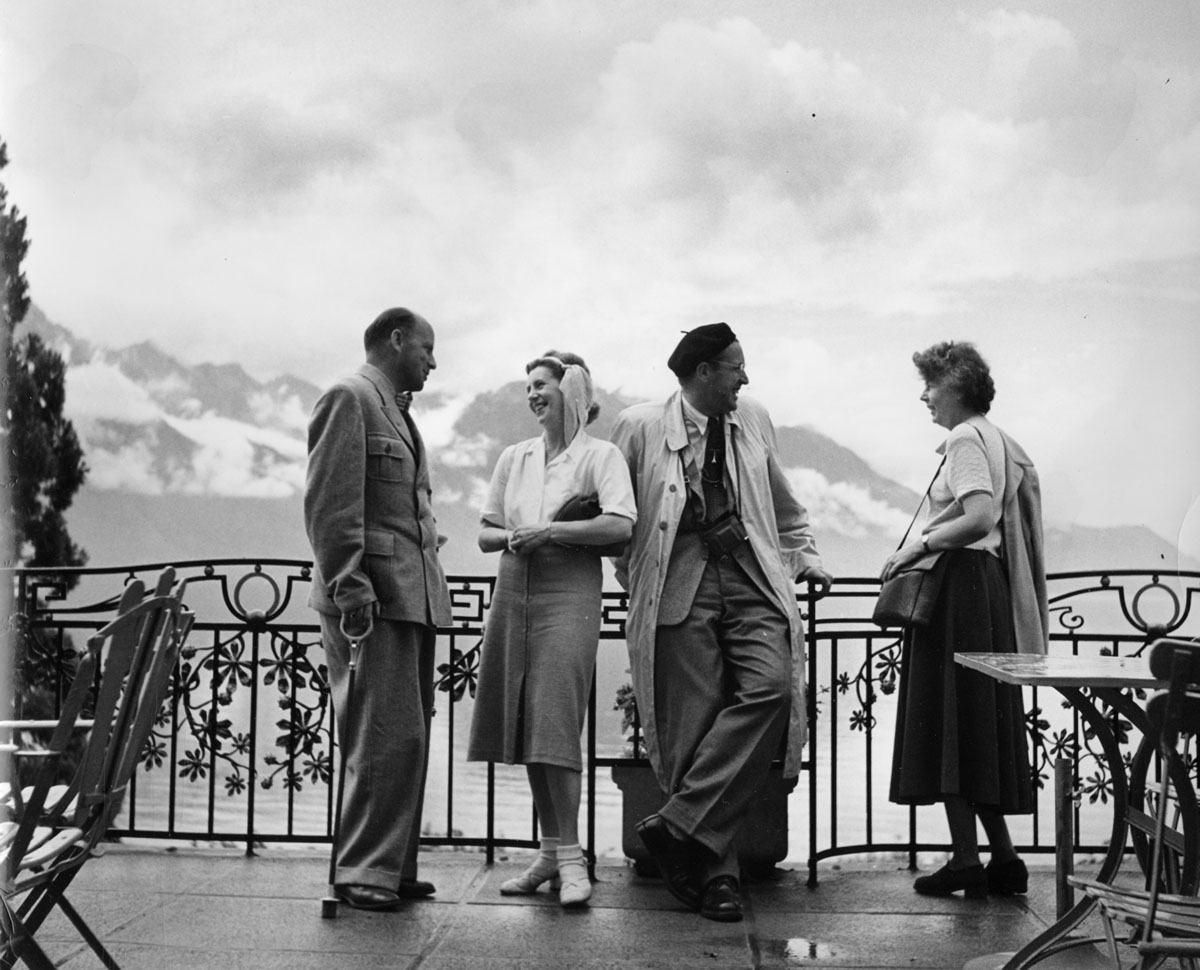
Hôtel suisse Montreux

Chronologie de la Suisse
- 1945
- 1946
- 1947
- 1948
- 1949
- 1950
- 1951
- 1952
- 1953

Chronologie de la Suisse
1948 en Suisse - 1949 en Suisse - 1950 en Suisse

## Gouvernement au1erjanvier 1949
- Conseil fédéral[1]:
  - Ernst Nobs PSS, président de la Confédération
  - Max Petitpierre PRD, vice-président de la Confédération
  - Eduard von Steiger UDC,
  - Rodolphe Rubattel PRD
  - Karl Kobelt PRD
  - Enrico Celio PDC
  - Philipp Etter PDC

## Évènements

### Janvier
Lundi 10 janvier 
- Le Lac de Constance est au plus bas niveau jamais mesuré, avec 394,56 mètres d’altitude.

 Mercredi 12 janvier 
- Un incendie se déclare au home d’enfants Les Oisillons à Château-d'Œx (VD). Onze enfants et deux nurses périssent dans les flammes.

 Lundi 17 janvier 
- Visite de Robert Schuman, ministre des affaires étranges de la France et pionnier de la construction européenne.

 Vendredi 28 janvier 
- La Confédération reconnaît l’État d’Israël.
- La Confédération adhère à l’UNESCO.

 Dimanche 30 janvier 
- Pour la deuxième fois de son histoire, le HC Zurich devient champion de Suisse de hockey-sur-glace.

### Février
Mercredi 16 février 
- Collision entre deux avions militaires à Château-d'Œx (VD). Les deux pilotes perdent la vie.

### Mars
Dimanche 6 mars 
- Elections cantonales en Valais. Maurice Troillet (PDC), Cyrille Pitteloud (PDC), Karl Anthamatten (PDC), Oskar Schnyder (PDC) et Marcel Gard (PRD) sont élus au Conseil d’Etat lors du 1er tour de scrutin.

### Avril
Dimanche 10 avril 
- Drame à la Patrouille des Glaciers. L’une des équipes disparait dans une crevasse du glacier du Mont Miné. Les trois patrouilleurs ne seront retrouvés que huit jours plus tard.

 Dimanche 24 avril 
- Elections cantonales à Neuchâtel. Pierre-Auguste Leuba (PRD), Jean Humbert-Droz (PLS), Edmond Guinand (PPN), Camille Brandt (PSS) et Jean-Louis Barrelet (PRD) sont élus au Conseil d’Etat lors du 1er tour de scrutin.

### Mai
Mardi 3 mai 
- Visite officielle du Pandit Nehru Premier ministre de l'Inde.

 Vendredi 6 mai 
- Décès à Lens (VS), à l’âge de 65 ans, de l’écrivain Paul Budry.

 Dimanche 22 mai 
- Votations fédérales. Le peuple rejette, par 468 823 non (61,5 %) contre 293 650 oui (38,5 %), la révision constitutionnelle relative à la Banque nationale suisse.
- Votations fédérales. Le peuple rejette, par 613 552 non (75,2 %) contre 202 863 oui (24,8 %), la révision de la Loi fédérale sur la lutte contre la tuberculose.
- Inauguration de la nouvelle aérogare de l’Aéroport de Genève-Cointrin.

### Juin
Samedi 11 juin 
- Gros incendie à Selva (GR). 37 maisons sont détruites.

 Dimanche 12 juin 
- Le FC Lugano s’adjuge, pour la troisième fois de son histoire, le titre de champion de Suisse de football.

### Juillet
Vendredi 8 juillet 
- Grève à la fabrique d’allumettes Diamond à Nyon (VD). Les ouvriers demandent une hausse de salaire de 10 centimes à l’heure.

 Jeudi 14 juillet 
- Décès, à Niederlinsbach (SO), à l’âge de 54 ans, du metteur en scène et auteur dramatique Cäsar von Arx.

 Vendredi 16 juillet 
- Décès à Zurich, à l’âge de 58 ans, d’Elie Gagnebin, qui fut géologue, acteur, philosophe, littérateur et critique musical.

### Août
Dimanche 7 août 
- Le Suisse Gottfried Weilenmann remporte le Tour de Suisse cycliste.

 Jeudi 11 août 
- Décès au col du Choula, à la frontière sino-tibétaine, du chanoine Maurice Tornay.

 Vendredi 12 août 
- Signature des Conventions de Genève relatives à la protection des personnes civiles en temps de guerre.

### Septembre
Dimanche 11 septembre 
- Votations fédérales. Le peuple approuve, par 280 755 oui (50,7 %) contre 272 599 non (49,3 %), l’initiative populaire « Retour à la démocratie directe ».

 Vendredi 16 septembre 
- Fondation du Conservatoire cantonal de musique, à Sion (VS).

### Octobre
Dimanche 10 octobre 
- Première Fête du peuple, organisée à Delémont (JU)

par le Rassemblement jurassien.
 Mardi 12 octobre 
- Inauguration des bâtiments de l’Ecole fédérale de gymnastique et de sport à Macolin (BE).
- Inauguration de l’Ecole fédérale des douanes à Liestal (BL).

### Novembre
Vendredi 18 novembre 
- La millionième concession pour la réception radiophonique est délivrée.

 Mercredi 30 novembre 
- Le journaliste parlementaire Olivier Reverdin critique la sous-représentation romande et tessinoise dans les commissions fédérales d'experts.

### Décembre
Jeudi 8 décembre 
- Ouverture à Lausanne de la Conférence européenne de la culture, initiée par Denis de Rougemont.

 Dimanche 11 décembre 
- Votations fédérales. Le peuple approuve, par 546 160 oui (55,3 %) contre 441 785 non (44,7 %), la modification de la Loi fédérale sur le statut des fonctionnaires.

 Lundi 12 décembre 
- Le Prix Nobel de médecine est décerné au physiologiste suisse Walter Hess et à son homologue portugais Egas Moniz pour leurs travaux sur les opérations du cerveau.